# 언어 입력 키
언어 입력 키(言語入力 key)는 컴퓨터 자판, 주로 한국어·일본어 키보드에서 언어의 전환과 문자의 변환을 위해 사용되는 키이다.

## 한국어 키보드

대한민국 표준 두벌식 자판
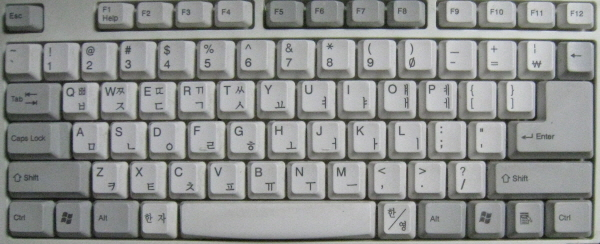
대한민국 표준 두벌식 자판 사진
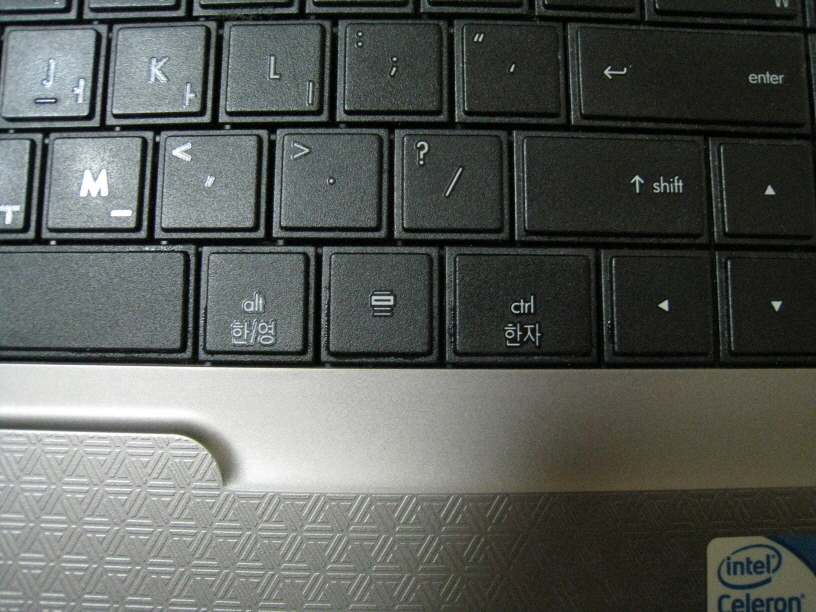
오른쪽 Alt·Ctrl 키에 각각 ‘한/영’·‘한자’ 각인이 추가된 노트북 키보드.
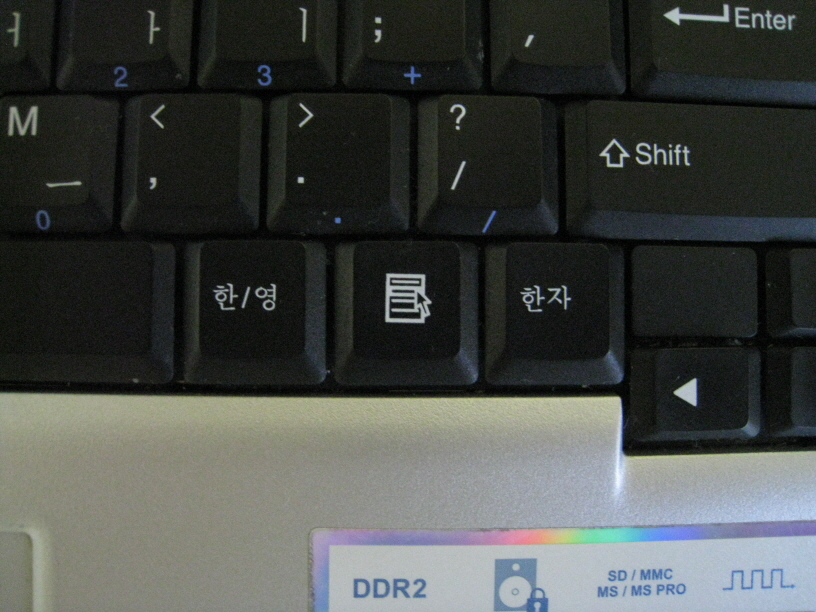
오른쪽 Alt·Ctrl 키의 키탑에 ‘Alt’·‘Ctrl’ 대신 ‘한/영’·‘한자’만 각인되어 있는 노트북 키보드.

### 한/영 키
한/영 키 또는 한영 키는 한글(한국어)과 로마자(영어) 입력 모드를 전환하는 키이다. 대한민국의 표준 IBM PC 호환기종용 103/106 키 키보드에 독립된 키로 탑재돼 있다.
이 키는 노트북이나 기타 다른 컴퓨터 기종용 키보드에서 추가적인 키로 존재하지 않는 경우가 많이 있다. 이런 경우 미국 표준 자판에 있는 다른 다른 키나 단축키로 대신하는 것이다. 대표적으로 ⇧ Shift+Space는 한/영 키가 도입되기 전부터 전통적으로 쓰여온 단축키인데, 윈도우에서도 사용할 수 있고(아래 참고) 한/글 워드프로세서 등에서는 아직도 지원되고 있다.
마이크로소프트 윈도우에서는 한/영 키가 없는 키보드(즉 미국 표준 자판과 동일)를 위해 다른 키·단축키로 대신할 수 있게 하는 드라이버를 제공한다. 사용 가능한 한/영 대체 키는 오른쪽 Alt 키, Ctrl 키, ⇧ Shift+Space가 있다(상세한 설명은 아래의 #마이크로소프트 윈도우에서의 처리를 참고). 대한민국에서 발매되는 대부분의 윈도용 노트북은 오른쪽 Alt가 한/영 전환 키로 동작하게 설정된 경우가 많다. 이런 제품은 오른쪽 Alt 키에 ‘한/영’이라는 글자도 함께 각인하거나, ‘Alt’ 없이‘한/영’만 각인하는 경우가 대부분이다.
구형 IBM PC 호환기종에서는 한/영 전환 키를 오른쪽 Ctrl 키로 한 예가 있다. 그래서 한글 각인이 된 IBM 모델 M에서는 오른쪽 Ctrl 키가 한/영 키를 대신하는 키로서 각인돼 있다 .
솔라리스에서도 이와 비슷하게 Alt Graph(AltGr 키, 즉 오른쪽 Alt 키)가 한/영 키로 해놓는다. 따라서 한국어로 각인된 솔라리스 키보드에서는 이 키가 ‘Alt Graph’ 대신에 ‘한/영’으로 각인돼서 나온다 .
맥 OS X 용 키보드에서는 한/영 키가 없고, 입력기 전환 단축키를 사용한다. 기본 단축키는 ⌘ Cmd+Space이다.
한/글 워드프로세서에서는 운영 체제의 한/영 전환 키·단축키 외에 ⇧ Shift+Space 단축키로도 프로그램 내장 키보드를 전환할 수 있다. 단 한/글은 좌우 ⇧ Shift를 구분하여 총 네 종류의 키보드를 등록해 놓고 쓸 수 있다. 등록한 네 종류 이외의 키보드는 마우스로 직접 키보드를 변경해서 써야 한다. 또, 한/글에서는 한/글 내장 키보드가 아닌 시스템 자판(즉 운영 체제의 IME)을 쓸 수도 있는데, 시스템 자판이 활성화될 경우 ⇧ Shift+Space 단축키가 제대로 작동하지 않는다.

### 한자 키
한자 키(漢字 key)는 대한민국(한국어) 키보드에 있는 한자 변환 키를 말한다. 대한민국 표준인 IBM PC 호환기종용 103/106 키 키보드에는 이 키가 독립적인 키로 존재한다. 일반적인 각인은 한자 또는 漢字이다.
이 키는 컴퓨터 환경에 따라 오른쪽 Ctrl 키나 Ctrl+Space 등으로 대신하기도 한다. 대한민국에서 출시되는 대부분의 마이크로소프트 윈도우용 노트북에서는 내장 키보드의 오른쪽 Ctrl 키가 한자 변환 키로 대신하도록 설계되어 있다. 이들 제품에서는 공장 출하 당시 이렇게 동작하도록 하는 키보드 드라이버(윈도에 기본 내장돼 있음)를 활성화시켜 놓고, 오른쪽 Ctrl 키의 각인을 ‘한자’로 바꾸어 놓거나 ‘한자’와 ‘Ctrl’을 함께 각인해 놓는다. 따라서 이런 제품에서는 엄밀한 의미에서 한자 키가 존재하지 않는다.
사용 방법은 간단하다. 만약 ‘一(한 일)’이라는 글자를 찾는다면 키보드로 ㅇ→ㅣ→ㄹ→한자를 순서대로 눌러 준다. 즉 一의 음(音)인 "일"을 입력한 후 한자 키를 누른다는 것이다. 그러나 모든 순서가 거쳐갈 때 빨리 눌러야 한다. "일"을 입력한 직후에 한자 키를 눌러야 한다.
한편 대한민국에서 생산되는 많은 피처 폰은 한자를 사용할 수 없다.
한자 또는 漢字 키는 한글을 한자로 변환하는 작업을 하는 키이다. 대한민국의 표준 IBM PC 호환기종용 103/106 키 키보드에는 독자적인 키로 탑재돼 있다. 이 키는 노트북이나 기타 다른 컴퓨터 기종용 키보드에서 추가적인 키로 존재하지 않는 경우가 많이 있다. 이런 경우 미국 표준 자판에 있는 다른 다른 키나 단축키로 대신하는 것이다.
마이크로소프트 윈도우에서는 한자 키가 없는 키보드(즉 미국 표준 자판과 동일)를 위해 다른 키·단축키로 대신할 수 있게 하는 드라이버를 제공한다. 사용 가능한 한자 대체 키는 오른쪽 Ctrl 키, Alt 키, Ctrl+Space가 있다(상세한 설명은 아래의 #마이크로소프트 윈도우에서의 처리를 참고). 대한민국에서 발매되는 대부분의 윈도용 노트북은 오른쪽 Ctrl가 한자 변환 키로 동작하게 설정된 경우가 많다. 이런 제품은 오른쪽 Ctrl 키에 ‘한자’라는 글씨도 함께 각인하거나, 아예 ‘Ctrl’ 없이 ‘한자’만 각인하는 경우가 대부분이다.
구형 IBM PC 호환기종에서는 한자 변환 키를 오른쪽 Alt 키로 한 예가 있다. 그래서 한글 각인이 된 IBM 모델 M에서는 오른쪽 Alt 키가 한자 키를 대신하는 키로서 각인돼 있다 .
솔라리스에서는 Compose를 한자 키로 해놓는다. 따라서 한국어로 각인된 솔라리스 키보드에서는 이 키가 ‘Compose’ 대신에 ‘한자’으로 각인돼서 나온다 .
맥 OS X 용 키보드에서는 한자 키가 없고, 입력기 전환 단축키를 사용한다. 기본 단축키는 ⌥ Opt+Return이다.
한/글 워드프로세서에서는 운영 체제의 한/영 전환 키·단축키 외에 F9 단축키로도 프로그램 내장 키보드를 전환할 수 있다. 그런데 한/글에서는 한/글 내장 키보드가 아닌 시스템 자판(즉 운영 체제의 IME)을 쓸 수도 있다. 만약 한/글에서 한국어 시스템 자판(IME)이 활성화된 상태라면 운영 체제의 한자 변환 키(한자 또는 Ctrl+Space 등)와 F9의 처리가 달라진다. 전자는 시스템 자판 차원의 한자 변환 기능이 실행되고, 후자는 한/글 내부의 한자 변환 기능이 실행되기 때문이다.

## 다른 용도
한자 입력 이외의 기능은, 바로 한글의 자음을 이용하여, 문장부호나 사소한 기호들을 입력할 수 있다.

### 기호 목록
마이크로소프트 윈도우 환경을 기준으로 다음은 입력할 수 있는 기호 목록이다.
ㄱ: 　,！,＇,，,．,／,：,；,？,＾ 등의 문장 부호 38자
ㄴ: ＂,（,）,［,］,｛,｝,‘,’,“ 등의 문장 부호 23자
ㄷ: ＋,－,＜,＝,＞,±,×,÷,≠,≤ 등의 수학 연산 기호 48자
ㄹ: ＄,％,￦,Ｆ,′,″,℃,Å,￠,￡ 등의 여러 종류 표기 기호 104자
ㅁ: ＃,＆,＊,＠,§,※,☆,★,○,● 등의 일반 기호 80자
ㅂ: ─,│,┌,┐,┘,└,├,┬,┤,┴ 등의 직각 도형 68자
ㅅ: ㉠,㉡,㉢,㉣,㉤,㉥,㉦,㉧,㉨,㉩ 등의 한글 원형 틀 문자 57자
ㅇ: ⓐ,ⓑ,ⓒ,ⓓ,ⓔ,ⓕ,ⓖ,ⓗ,ⓘ,ⓙ 등의 영어, 숫자 원형 틀 문자 82자
ㅈ: 0,1,2,3,4,5,6,7,8,9,ⅰ 등의 아라비아 숫자, 로마 숫자 30자
ㅊ: ½,⅓,⅔,¼,¾,⅛,⅜,⅝,⅞,¹ 등의 분수 18자
ㅋ: ㄱ,ㄲ,ㄳ,ㄴ,ㄵ,ㄶ,ㄷ,ㄸ,ㄹ,ㄺ 등의 한글 자모 51자
ㅌ: ㅥ,ㅦ,ㅧ,ㅨ,ㅩ,ㅪ,ㅫ,ㅬ,ㅭ,ㅮ 등의 옛한글 자모 42자
ㅍ: Ａ,Ｂ,Ｃ,Ｄ,Ｅ,Ｆ,Ｇ,Ｈ,Ｉ,Ｊ 등의 전각 알파벳 52자
ㅎ: Α,Β,Γ,Δ,Ε,Ζ,Η,Θ,Ι,Κ 등의 여러 종류 그리스 문자 48자
ㄲ: Æ,Ð,Ħ,Ĳ,Ŀ,Ł,Ø,Œ,Þ 등의 로마자 확장 문자 27자
ㄸ: ぁ,あ,ぃ,い,ぅ,う,ぇ,え,ぉ 등의 히라가나 83자
ㅃ: ァ,ア,ィ,イ,ゥ,ウ,ェ,エ,ォ 등의 가타카나 86자 (장음 표기 문자 제외)
ㅆ: А,Б,В,Г,Д,Е,Ё,Ж,З 등의 키릴 문자 66자
위와 같이 한자키와 자음키로 총 1003자의 기호를 입력할 수 있다.

### 마이크로소프트 윈도우에서의 처리
윈도우에서는 한글 103/106 키보드의 한/영·한자 키를 대신하는 키를 추가할 수 있게 하고 있다. 윈도에 내장된 한글 키보드 드라이버는 다음 네 종류가 있다.
| 드라이버 이름                   | 한/영 대체 키 | 한자 대체 키 |
| ------------------------------- | ------------- | ------------ |
| PC/AT 101키 호환 키보드(종류 1) | 오른쪽 Alt    | 오른쪽 Ctrl  |
| PC/AT 101키 호환 키보드(종류 2) | 오른쪽 Ctrl   | 오른쪽 Alt   |
| PC/AT 101키 호환 키보드(종류 3) | ⇧ Shift+Space | Ctrl+Space   |
| 한글 키보드(103/106키)          | 없음          | 없음         |

위 드라이버들은 제어판의 장치 관리자에서 위와 같은 이름(윈도 버전에 따라 조금씩 다를 수 있음)의 키보드 드라이버로 변경할 수 있다. 윈도 설치시 기본값은 ‘PC/AT 101키 호환 키보드(종류 1)’이기 때문에 오른쪽 Alt·Ctrl 키를 사용할 수 없는데 이 때는‘한글 키보드(103/106키)’나 ‘PC/AT 101키 호환 키보드(종류 3)’로 변경하면 오른쪽 Alt·Ctrl 키를 사용할 수 있다. 다만, ‘PC/AT 101키 호환 키보드(종류 3)’를 사용한다면 ⇧ Shift 키를 이용한 연속적인 로마자 대문자 입력시 원치 않는 한/영 전환이 발생할 수 있으며, ‘한글 키보드(103/106키)’는 한/영·한자 키가 없는 키보드를 쓰기 힘들다.
또한 대한민국에서 발매되는 대부분의 윈도용 노트북도 출고 당시 키보드 드라이버를 ‘PC/AT 101키 호환 키보드(종류 1)’로 설정해 놓아, 오른쪽 Alt·Ctrl 키가 한/영 전환·한자 변환 키로 동작하게 설정된 경우가 많다. 이런 제품은 오른쪽 Alt·Ctrl 키에 ‘한/영’·‘한자’이라는 글자도 같이 각인하거나, 아예 ‘Alt’·‘Ctrl’ 없이‘한/영’·‘한자’만 각인하는 경우가 대부분이다. 노트북을 이렇게 제작해 놓는 이유는 다음과 같은 이점이 있기 때문이다.
- 한/영 키와 한자 키를 생략함에 따라 노트북 내장 키보드의 부족한 공간을 절약할 수 있다.
- 해외용(미국과 동일하게 101/104 키보드를 쓰는 국가용)과 동일한 내장 키보드에 각인만 다르게 새기면 된다.

위 드라이버들은 윈도 내장 한국어 IME가 활성화됐을 때 적용되며, 다른 언어의 IME가 활성화됐을 때에는 적용되지 않는다. 서드파티가 개발한 한국어 IME(예: 날개셋 한글 입력기, 새나루 한글 입력기 등)에서는 드라이버와 무관한 한/영 전환·한자 변환 키를 정의할 수 있다. 또한 한/글 워드프로세서의 경우, 키보드 드라이버의 한/영 전환·한자 변환 키 외에 추가로 ⇧ Shift+Space 및 F9 키를 함께 제공한다.

### 103/106 키보드의 한/영·한자 키의 하드웨어적 이슈
대한민국 표준 IBM PC 호환기종용 103/106 키 키보드에 있는 한/영·한자 키는 스캔 코드(scancode)가 문제를 일으킨다. PS/2 키보드의 스캔 코드 집합 1을 기준으로 했을 때 두 키의 메이크(make: 손가락으로 키를 누를 때 발생되는 신호) 코드는 각각 0xF2와 0xF1(여기서 0x는 16진수임을 나타내는 표시)이고, 브레이크(break: 누르고 있었던 키에서 손가락을 뗄 때 발생되는 신호) 코드와 리피트(repeat: 키를 계속 누르고 있을 때 메이크 신호를 반복하여 발생시키는 것)도 없다.
문제는 0xF2와 0xF1가 많은 소프트웨어에서 브레이크 코드로 판정되지 메이크 코드로 판정되지 않는다는 데에 있다. PS/2 스캔 코드 집합 1에서는 메이크 코드에 0x80을 더한 값을 그 키의 브레이크 코드로 삼는데, 그러다 보니 0x80 이하를 메이크로 판정하고, 0x81 이상을 브레이크로 판정하는 게 일반적인 것이다. 따라서 대한민국 표준 키보드의 한/영·한자 키는 이 관례와 어긋나는 방식으로 제정된 셈이다.
그래서 대한민국 이외에서 만들어진 일부 소프트웨어에서는 한/영·한자 키가 인식되지 않거나 오작동하는 경우가 종종 있다. 운영 체제 차원에서도 문제를 일으킨다. 리눅스 커널 2.6에서도 이 두 키가 인식되지 않는 문제가 발생해서 2.6.18에 고쳐진 예가 있다 . 윈도우에서는 레지스트리 편집을 통해 키보드의 키를 사용자가 임의로 변경할 수 있는데 , 이 때 한/영·한자 키는 각각 0xF2와 0xF1가 아닌 거기서 0x80을 뺀
0x72와 0x71이라고 간주하고 입력해야 한다.
한편 USB 키보드에서는 한/영·한자 키가 각각 매킨토시 일본어 키보드의 かな(가나)·英数(영수) 키와 키 코드가 동일하다 .

## 일본어 키보드

일본 내에서 일반적으로 쓰이는 IBM PC 호환기종/마이크로소프트 윈도우용 OADG 109A 자판.
OADG 109A 자판과 조금 다른 OADG 109 자판.
윈도우에서 미국 104 키 키보드로 일본어 IME를 작동시킬 때의 자판 배열.
IBM PC 호환기종용의 일본어 AX 키보드. 이와 유사한 키보드로 J-3100 키보드도 있는데, 무변환 키와 변환 키가 없고, ‘AX’ 키에 글씨가 새겨져 있지 않다는 점이 AX 키보드와 다르다. AX와 J-3100 키보드는 현재 거의 사용되지 않음.
현행 애플 일본어 자판 배열(숫자 키패드 없는 배열).
맥 OS X에서 현행 애플 미국 자판으로 일본어를 입력할 때의 배열.
썬 마이크로시스템즈 일본어 자판 배열.
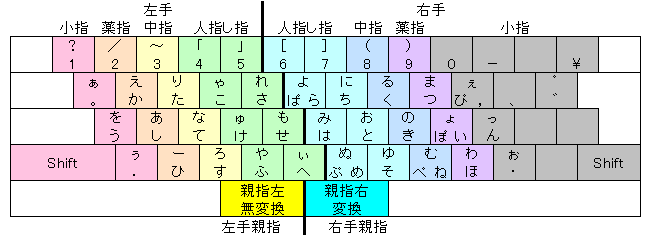
일본어 대안 키보드 엄지 시프트([[:ja:親指シフト|親指シフト]]) 배열의 일종인 NICOLA J형 키보드 개념도. 이 그림은 두 엄지 시프트 키가 무변환·변환 키와 겸용하는 경우를 나타냄.

일본어 키보드는 기종에 따라 다양한 종류의 언어 입력 키가 존재한다. 기종에 따라 역할이 조금씩 다르고, 또한 스캔 코드 같은 하드웨어 규격도 천차 만별이다.

### 가나 키
가나(かな 또는 カナ) 키는 일부 일본어 키보드에 있는 키이다. 운영체제마다 역할이 다르다. 매킨토시의 일본어(JIS) 자판에서는 히라가나/가타카나 입력 키보드로 전환하는 역할을 한다. NEC PC-98와 솔라리스의 일본어 자판에서는 가타카나 히라가나 키와 유사하게 동작한다. 솔라리스의 경우, 다른 언어 키보드의 Alt Graph(AltGr) 키 역할을 바꾼 것이다 . 솔라리스의 가나 키는 로마자/가나(ローマ字／かな 로마지/가나[*]) 키로도 불린다.
IBM PC 호환기종용 키보드의 일종인 AX 및 J-3100 키보드(근래에는 잘 쓰이지 않음)에서는 오른쪽 Ctrl 키가 이 기능을 하는데, 영수 키와 자리를 같이 한다. 이 키보드에서는 해당 키가 다음과 같이 각인되어 있다.
| カナ 英数 |

한편 USB 키보드에서는 매킨토시 일본어 키보드의 가나 키가 대한민국 IBM PC 호환기종용 103/106 키보드의 한/영 키와 키 코드가 동일하다 .

### 가타카나 히라가나 키
가타카나 히라가나(カタカナ ひらがな) 키는 IBM PC 호환기종의 OADG 계열의 키보드에 있는 키이다. NEC PC-98의 자판에 있는 가나 키, 솔라리스 일본어 자판에 있는 가나 또는 로마자/가나 키는 가타카나 히라가나 키와 거의 같다.
OADG 계열의 키보드에서 일반적인 각인은 다음과 같다.
| カタカナ ひらがな |

간혹 아래와 같이 각인된 경우도 있다.
| カタカナ ひらがな ローマ字 |

여기서 ‘로마자(ローマ字 로마지[*])’는 글씨 색이 초록색인 경우가 있고, 위치도 키캡의 아랫면인 경우도 있다. 초록색으로 각인된 경우는 대부분 Alt 키의 글씨도 초록색으로 되어 있는 경우가 대부분이다. 이것은 Alt를 누른 상태에서 이 키를 누르면 ‘로마자’ 기능이 활성화된다는 뜻이다.

### 무변환 키
무변환(無變換, 無変換 무헨칸[*]) 또는 NFER(엔퍼, NEC PC-98 ) 키는 많은 일본어 키보드에 있는 키이다. 일본어 키보드에서는 이 키가 일반적으로 스페이스 바의 왼쪽에 존재한다. 다른 나라의 키보드로 일본어를 입력하는 경우 이것을 대신하는 단축키는 일반적으로 없다. 매킨토시용 일본어 자판에는 이 키가 없다. 솔라리스용 일본어 키보드에는 무변환 키가 있을 자리에 확정 키가 있고, 하는 역할도 다르다.
이 키는 일본어 입력 모드에서 아직 입력이 끝나지 않은 문자(가나 또는 로마자)의 문자를 다른 종류로 변경하는 키이다. 입력 과정이 완료되지 않은 상태에서 이 키를 누를 때마다 입력된 문자가 다른 종류의 문자로 바뀌는데, 누를 때마다 바뀌는 문자가 다르다. 키를 누를 때마다 문자가 (전각) 히라가나, 전각 가타카나, 반각 가타카나, 전각 로마자, 반각 로마자로 토글(toggle)하는 식이다.
엄지 시프트 키보드의 표준 규격인 니콜라(NICOLA)에서는 왼쪽 엄지시프트 키가 무변환 키를 겸할 수 있게 하고 있다.

### 변환 키
변환(變換, 変換 헨칸[*]) 또는 XFER(엑스퍼, NEC PC-98 ) 키는 많은 일본어 키보드에 있는 키이다. 일본어 키보드에서는 이 키가 일반적으로 스페이스 바의 오른쪽에 존재한다. 이 키 대신에 대개 스페이스 바로도 대부분의 기능을 대신할 수 있다. 매킨토시용 일본어 자판에는 이 키가 없다.
키보드에서 일반적인 각인은 変換으로 돼 있지만 일부 키보드는 다음과 같이 돼 있기도 하다.
| 前候補 変換(次候補) 全候補 |

여기서 ‘전후보(全候補 젠코호[*])’는 글씨 색이 초록색인 경우가 있고, 위치는 키캡의 아랫면인 경우가 있다. 초록색으로 각인된 경우는 대부분 Alt 키의 글씨도 초록색으로 되어 있는 경우가 대부분이다. 이것은 Alt를 누른 상태에서 이 키를 누르면 ‘전후보(全候補)’ 기능이 활성화된다는 뜻이다.
단 매킨토시용 일본어 자판에는 이 키가 없다. 일반적으로 입력기에서 이 키의 역할을 스페이스 바가 대신하도록 하는 경우가 많다. 다른 나라의 키보드로 일본어를 입력하는 경우에도 대개 스페이스만 사용한다.
이 키는 일본어 입력 모드에서 입력한 가나 문자 및 로마자 등을 한자 등으로 변환하는 키이다.
엄지 시프트(親指シフト) 키보드의 표준 규격인 니콜라(NICOLA)에서는 오른쪽 엄지시프트 키가 변환 키를 겸할 수 있게 하고 있다.

### 영수 키
영수(英數, 英数 에이스[*]) 키는 기종에 따라 다양한 목적으로 쓰이는 키이다.
현재 IBM PC 호환기종에서 일본 표준이 돼 있는 OADG109 및 OADG109A에서는 ⇪ Caps Lock과 같은 자리를 쓴다. 일반적인 각인은 다음과 같다.
| Caps Lock 英数 |

여기서 ‘Caps Lock’ 글자 왼쪽에 ⇪ 아이콘이 첨가되기도 한다.
또 위와 달리 다음과 같이 각인되어 있는 키보드도 있다.
| Caps Lock 英数 漢字番号 |

여기서도 ‘Caps Lock’ 글자 왼쪽에 ⇪ 등의 그림이 첨가되기도 한다. 또‘한자 번호(漢字番号 간지 반고[*])’는 글씨 색이 초록색인 경우가 있고, 위치도 키캡의 아랫면인 경우도 있다. 초록색으로 각인된 경우는 대부분 Alt 키의 글씨도 초록색으로 되어 있는 경우가 대부분이다. 이것은 Alt를 누른 상태에서 이 키를 누르면 ‘한자 번호’ 기능이 활성화된다는 뜻이다. 하지만 이것은 모든 일본어 IME에서 이렇게 동작하는 것은 아니다.
마이크로소프트 윈도우 내장 일본어 IME에서 OADG109 및 OADG109A를 쓸 경우 단독으로 누르면 영수 키가 되고, ⇧ Shift 키와 함께 누르면 본래의 캡스록으로 작동하게 한다. 그러나 마이크로소프트 윈도우 내장 일본어 IME에서 미국 101/104 키보드를 사용 시에는 이와 동작이 반대가 된다. 이 키를 단독으로 누르면 캡스록, ⇧ Shift 키와 함께 누르면 영수 키로 작동하게 하는 것이다. 이것은 미국 101/104 키보드의 본래 동작에 충실하기 위하여 이와 같이 조치한 것이다.
IBM PC 호환기종용 키보드의 일종인 AX 및 J-3100 키보드(근래에는 잘 쓰이지 않음)에서는 오른쪽 Ctrl 키가 이 기능을 하는데, 가나 키와 자리를 같이 한다. 이 키보드에서는 해당 키가 다음과 같이 각인되어 있다.
| カナ 英数 |

한편 USB 키보드에서는 매킨토시 일본어 키보드의 영수 키가 대한민국 IBM PC 호환기종용 103/106 키보드의 한자 키와 키 코드가 동일하다 .

### 전각/반각 키
전각/반각(全角/半角) 키는 본래 일본어 입력기에서 반각 문자와 전각 문자 입력 방식을 전환하는 키였다. 그러나 현재는 윈도우 98 이후 내장 일본어 IME에서는 전각/반각 키가 본래의 역할을 버리고 한자 키와 동일한 역할을 하도록 바뀌었다. 자세한 내용은 한자 키를 참고할 것.
전각/반각 키가 있는 키보드에서는 일반적으로 Tab ↹ 키 위~1 키 왼쪽에 있다. 따라서 물리적 위치는 미국 101/104 키 키보드의 ` 키와 같다.
이 키의 스캔 코드는 규격에 따라 다른데, 현재 일본에서 표준적으로 쓰이는 OADG 계열의 키보드의 경우 미국 101/104 키 키보드의 ` 키와 동일하다.
이 키의 일반적인 각인은 다음과 같다.
| 全角/ 半角 |

일부 키보드는 다음과 같이 각인돼 있다.
| 全角/ 半角 漢字 |

여기서 ‘한자(漢字 간지[*])’는 글씨 색이 초록색인 경우가 있고, 위치도 키캡의 아랫면인 경우도 있다. 초록색으로 각인된 경우는 대부분 Alt 키의 글씨도 초록색으로 되어 있는 경우가 대부분이다. 이것은 Alt를 누른 상태에서 이 키를 누르면 ‘한자 키’로 동작한다는 뜻이다.

### 한자 키
한자(漢字, 漢字 간지[*]) 키 또는 일본어 온-오프(日本語 On-Off 니혼고 온 오후[*]: 솔라리스) 키는 일본어 입력기에서 영문 입력 모드와 일본어 입력 모드(좀 더 정확히는 IME off와 on)을 전환하는 키이다. 한국어 키보드의 한자 키와는 역할이 다르고, 오히려 한/영 키와 유사하다고 할 수 있다.
일본 키보드에서 이 키가 별도로 있지 않은 경우가 있다. 매킨토시에는 원래 이 키가 없고, 대신 가나 또는 영수가 비슷한 역할을 한다. IBM PC 호환기종용인 OADG 계열의 키보드에서는 이 키가 따로 존재하지 않고 Alt+전각/반각으로 수행하는 경우가 많다. 일부 OADG 키보드에서는 키캡 하단이나 옆면(밑에서 보이는 위치)에 ‘漢字’라고 각인해 놓는 경우도 있다(이 경우 ‘漢字’를 초록색으로 각인하기도 함).
단 윈도우 98 이후 내장 일본어 IME에서는 전각/반각 키가 본래의 역할을 버리고 한자 키와 동일한 역할을 하도록 바뀌었다. 전각 문자와 반각 문자 간의 변경이 필요한 경우가 이제 드물어졌기 때문이다. 그래서 현재는 Alt+전각/반각과 전각/반각이 똑같이 일본어/영어 입력 방식 전환 키가 되었다.
윈도 내장 일본어 IME에서 미국 101/104 키 키보드를 쓸 경우, 한자 키와 전각/반각 키 모두 존재하지 않으므로 단축키가 따로 있다. Alt+` 키가 그것이다. 일반적으로 일본어 키보드의 전각/반각 키는 미국 키보드의 ` 자리에 있으므로 Alt+`와 Alt+전각/반각은 물리적으로는 입력 방법이 동일하다고 할 수 있다.
역시 IBM PC 호환기종용 키보드인 AX 및 J-3100 키보드에서는 한자 키가 별도로 존재한다. 오른쪽 Alt 키가 이 키로 변경되어 있다.
솔라리스 일본어 키보드에서는 일본어 온-오프 키가 다른 언어 키보드에는 없는 별도의 키로 되어 있다.

### 확정 키
솔라리스 일본어 키보드에서는 무변환 키가 없고 대신 그 자리(즉 스페이스 바의 왼쪽)에 확정(確定 가쿠테이[*]) 키가 있다 . 스페이스 바 오른쪽에 있는 변환 키가 변환 과정(가나 문자를 한자 등으로 변환하는 과정)에서 문자를 선택하는 키라면, 확정 키는 변환을 완료시키는 키이다. 이 키 과정은 리턴 키(윈도의 엔터 키에 해당)로 대신할 수 있다 .

### 펑션 키를 이용한 것
마이크로소프트 윈도우 내장 일본어 IME에서는 일본어 모드에서 문자를 입력하는 중 일부 펑션 키가 언어 입력 키로 사용되기도 한다. 일본어 입력 상태에서 입력 중 문자를 다른 종류로 변경해 주는 단축키들을 제공하는 것이다. 그 예는 다음과 같다.
- F6: (전각) 히라가나로 변경
- F7: 전각 가타카나로 변경
- F8: 반각 가타카나로 변경
- F9: 전각 로마자로 변경. 계속 누르면 대소문자 변경 기능 수행.
- F10: 반각 로마자로 변경. 계속 누르면 대소문자 변경 기능 수행.

이 키들은 토글 기능을 수행하는 무변환 키와 달리, 변경하려는 문자를 구체적으로 지정해서 바꾼다는 차이가 있다.

## 그 외의 키보드 및 입력기

### 중국어 키보드
일반적으로 중국어권에서는 미국의 키보드와 동일한 하드웨어를 쓰면서(키캡은 현지어 각인 가능) 소프트웨어적으로 중국어 입력기(IME)를 사용한다. 마이크로소프트 윈도우의 중국어 IME에서는 ⇧ Shift나 Control(좌우 불문)을 짧게 눌렀다 떼면 중국어와 영어 입력 모드 사이를 전환할 수 있다.
솔라리스용 타이완(중화민국, 중국어디 번체) 키보드는 Alt Graph(즉 AltGr, 오른쪽 Alt) 키 中/英(중/영) 키로 쓰인다 .

### 복수의 입력기 간 전환
마이크로소프트 윈도우에서는 복수의 입력기를 설치할 경우 왼쪽 Ctrl+왼쪽 ⇧ Shift나 왼쪽 Alt+왼쪽 ⇧ Shift으로 전환할 수 있다. 이것은 한국어·중국어·일본어 입력기에서 해당국 언어 입력 모드와 영어 입력 모드의 전환보다 상위 차원의 것이다. 한국어·중국어·일본어 입력기의 해당국 언어 입력 모드와 영어 입력 모드의 전환은 각각의 IME 내부에서 이루어지는 것이지만, 왼쪽 Ctrl+왼쪽 ⇧ Shift나 왼쪽 Alt+왼쪽 ⇧ Shift 키로 전환하는 것은 IME 자체를 변경하는 단축키인 것이다.
맥 OS X의 경우, 윈도처럼 IME 간 전환과 IME 내부의 모드 전환이라는 이중적인 계층 구조를 가지고 있지 않다. 예를 들어 윈도우에서는 한국어 IME 안에 한글 입력 모드와 영문 입력 모드가 있는 식인데, 맥 OS X에서는 한국어(한글) 자판, 미국 쿼티 자판이 별도로 존재하는 식이다. 맥 OS X에서 등록되어 있는 자판을 전환하는 기본 단축키는 ⌘ Cmd+Space이다. 한편 한국어 자판 사용 도중 한자로 변환하는 기본 단축키는 ⌥ Opt+Return이다. 이들 단축키는 원하면 변경할 수 있다. 단, 일본어의 경우 예외적으로 언어 입력 키가 존재하니 영수 키와 가나 키가 그것이다.